# LeetCode
LeetCode LLC (укр. Літкод) — це онлайн-платформа для підготовки до співбесіди з програмування. Платформа надає різноманітні завдання з програмування, структур даних, алгоритмів. LeetCode здобув популярність серед тих, хто шукає роботу в індустрії розробки програмного забезпечення, та як ресурс для технічних співбесід та змагань з програмування. Станом на 2025 рік вебсайт відвідують 26,3 мільйона людей щомісяця.

## Особливості
LeetCode пропонує як безкоштовний, так і преміум-доступ. Хоча безкоштовні користувачі мають доступ до обмеженої кількості запитань, преміум-користувачі отримують доступ до додаткових запитань, які раніше використовувалися на співбесідах у великих технологічних компаніях. Продуктивність рішень користувачів оцінюється на основі швидкості виконання та використання пам'яті, і ранжується серед інших подань у базі даних LeetCode.
Крім того, LeetCode надає своїм користувачам імітаційні співбесіди та онлайн-оцінювання. LeetCode проводить щотижневі та двотижневі конкурси, кожен з яких має 4 задачі. Після участі в конкурсі вперше, учаснику присвоюється рейтинг, який можна знайти у його профілі. LeetCode також надає своїм користувачам щоденні завдання, що проходять за UTC, з розіграшем наприкінці кожного місяця для тих, хто залишався послідовним протягом місяця.
LeetCode підтримує широкий спектр мов програмування, включаючи Java, Python, JavaScript та C.
Платформа має форуми, де користувачі можуть обговорювати проблеми, процес співбесіди та ділитися своїм досвідом співбесід.

## Типи задач
Кожне питання на LeetCode має певну категорію або тег. Деякі з найпоширеніших тегів включають масиви, рядки, два вказівники, стеки, бінарний пошук, ковзаючі вікна, зв'язані списки, дерева, купи, пріоритетні черги, графи, пошук в ширину, пошук в глибину, динамічне програмування, гріді алгоритми, маніпуляції з бітами, проблеми бази даних та математику. Станом на квітень 2025 року, LeetCode пропонує 3525 запитань на трьох рівнях складності: 873 запитання класифіковано як легкі, 1829 як середні та 823 як важкі.

## Історія
LeetCode був заснований у Кремнієвій долині у 2015 році Вінстоном Тангом. Після переїзду до США з Малайзії у 2005 році Танг заснував компанію, зазначивши свої власні досвіди роботи в Amazon і Google як джерело натхнення.
LeetCode розширив свою діяльність до Китаю у 2018 році, надаючи китайські задачі, рішення та форуми на своєму китайському вебсайті Likou (китайською: 力扣; піньїнь: Lìkòu). У 2021 році LeetCode отримала свій перший раунд фінансування, отримавши інвестицію в розмірі 10 мільйонів доларів від Lightspeed China Partners.